# Tom Pettersson
Tom Pettersson, né le 25 mars 1990 à Trollhättan en Suède, est un footballeur suédois. Il joue au poste de défenseur central au Lillestrøm SK.

## Biographie
Pettersson commence sa carrière au FC Trollhättan. En 2012, il rejoint l'Åtvidabergs FF, une formation pour laquelle il débute en Allsvenskan le 2 avril, lors d'une victoire 3-4 sur le terrain de l'Örebro SK. Le 30 juin 2012, il marque son premier but en première division suédoise face à l'IF Elfsborg.
En 2013, il connaît sa première expérience étrangère en étant prêté au club belge de l'OH Louvain. Il fait ses débuts en Jupiler Pro League le 27 juillet, lors d'une défaite 1-0 face au KV Courtrai. Le 30 octobre 2013, il inscrit son premier but en Belgique contre le RAEC Mons. La saison suivante, il revient à l'Åtvidabergs FF, pour y disputer la saison 2014. 
L'année suivante, il arrive à l'IFK Göteborg, où il est souvent remplaçant. Il dispute tout de même 10 matchs en Ligue Europa avec cette équipe. Afin de jouer plus, il quitte le club et signe avec l'Östersunds FK à partir de la saison 2017.

## Palmarès
- Vainqueur de la Coupe de Suède en 2015 avec l'IFK Göteborg et en 2017 avec l'Östersunds FK